# 13 août dans les chemins de fer
13 juillet 13 septembre
Chronologies thématiques
- Croisades
- Sports
- Disney

Cette page concerne les événements qui se sont déroulés un 13 août dans les chemins de fer.

## Événements

### XXesiècle
- 1913 - Royaume-Uni : L'acier inoxydable, qui sera bientôt utilisé pour la carrosserie des voitures passagers, est inventé par Harry Brearley à Sheffield.
- 1973 - France : Début des travaux de la ligne 1 du métro de Marseille.